# حشره‌خوار زره‌پوش
 حشره‌خوار زره‌پوش (نام علمی: Scutisorex somereni) نام یک گونه از زیرخانواده حشره‌خوار دندان‌سفید است.